# Міран Аділ-хан III
Міран Аділ-хан III (урду عادل خان تریہم; д/н — 25 серпня 1520) — 8-й султан Хандешу у 1509—1520 роках.

## Життєпис
Був нащадком Маліка Раджи Ахмада, праонуком Маліка Іфтікара Гасана. Після поразки останнього у 1417 році разом його дід перебрався до Гуджарату, де народився сам Алам-хан (спочатку звався так).
1508 року з початком боротьби за владу був підтриманий султаном Махмуд-шаха I у протистоянні з іншим Алам-ханом, що спирався на допомогу Ахмеднагарського султанату. 1509 року останнього було переможено та повалено. Алам-хан оголосив себе новим султаном під ім'ям Міран Аділ-хан III. Визнав зверхність Гуджаратського султанату. Згодом одружився з донькою Музаффар-шаха II, нового султана Гуджарату. Потім за підозрою у змові наказав стратити візира Гісам ад-діна Хусейна Алі (з династії Фарукі-ханів). До 1511 року боровся проти свого суперника Алам-хана. Також приборкав князівство Баглана.
У 1517 і 1519 роках вимушений був підтримувати гуджаратські війська у військових кампаніях проти Санграма Сінґха, магарани Мевару. Також допомагав гуджаратцям у війні в Малавському султанаті 1518 року.
Помер Міран Аділ-хан III 1520 року в Бурханпурі. Йому спадкував син Міран Мухаммад-шах I.